# Ilha do Presídio
A Ilha do Presídio, também conhecida como Ilha das Pedras Brancas e Ilha da Pólvora, é uma ilha situada no Lago Guaíba, no Rio Grande do Sul. Territorialmente, pertence ao município de Porto Alegre, mas o município de Guaíba tinha concessão para administrá-la desde 2012.

## História
As construções existentes na ilha ocorreram entre 1857 e 1860 e originalmente sediaram a Quarta Casa da Pólvora de Porto Alegre, ficando sob uso do Exército até 1930. A partir de 1940 a Ilha passa a ser administrada pelo Estado que utiliza o espaço, nos anos de 1947 a 1948, como laboratório de pesquisa animal, com foco na peste suína.
A transformação da ilha em um presídio ocorre em 1950 e inicialmente recolhe jovens com delitos leves, pessoas com problemas psiquiátricos e menores de idade. Com o início da Ditadura Militar no Brasil o presídio passa a ser utilizado como espaço de detenção para presos políticos, perseguidos pelo regime.
Estima-se que entre as décadas de 60 e 70 mais de cem pessoas tenham sido presas no local por motivos políticos.  Um dos casos mais conhecidos que envolvem o presídio da ilha foi o do sargento Manoel Raymundo Soares, que 5 meses após a sua prisão, feita  pelo DOPS, foi encontrado morto nas águas do lago Guaíba, com as mãos amarradas às costas. O caso amplamente divulgado na época ficou conhecido como "O caso das mãos amarradas".  
O presídio foi desativado em 1983 e desde então está desocupado. A ilha do presídio foi oficialmente reconhecida como Patrimônio Histórico do Estado em Dezembro de 2014, sendo tombada pelo Instituto do Patrimônio Histórico e Artístico do Estado do Rio Grande do Sul (IPHAE) neste mesmo ano. O processo de tombamento da Ilha das Pedras Brancas foi direcionado pela Comissão Estadual da Verdade, que reuniu uma gama diversa de documentos entre relatos orais, mapas, pesquisas, entre outros, que serviram de aporte para o reconhecimento do local como importante espaço para a história de Porto Alegre.

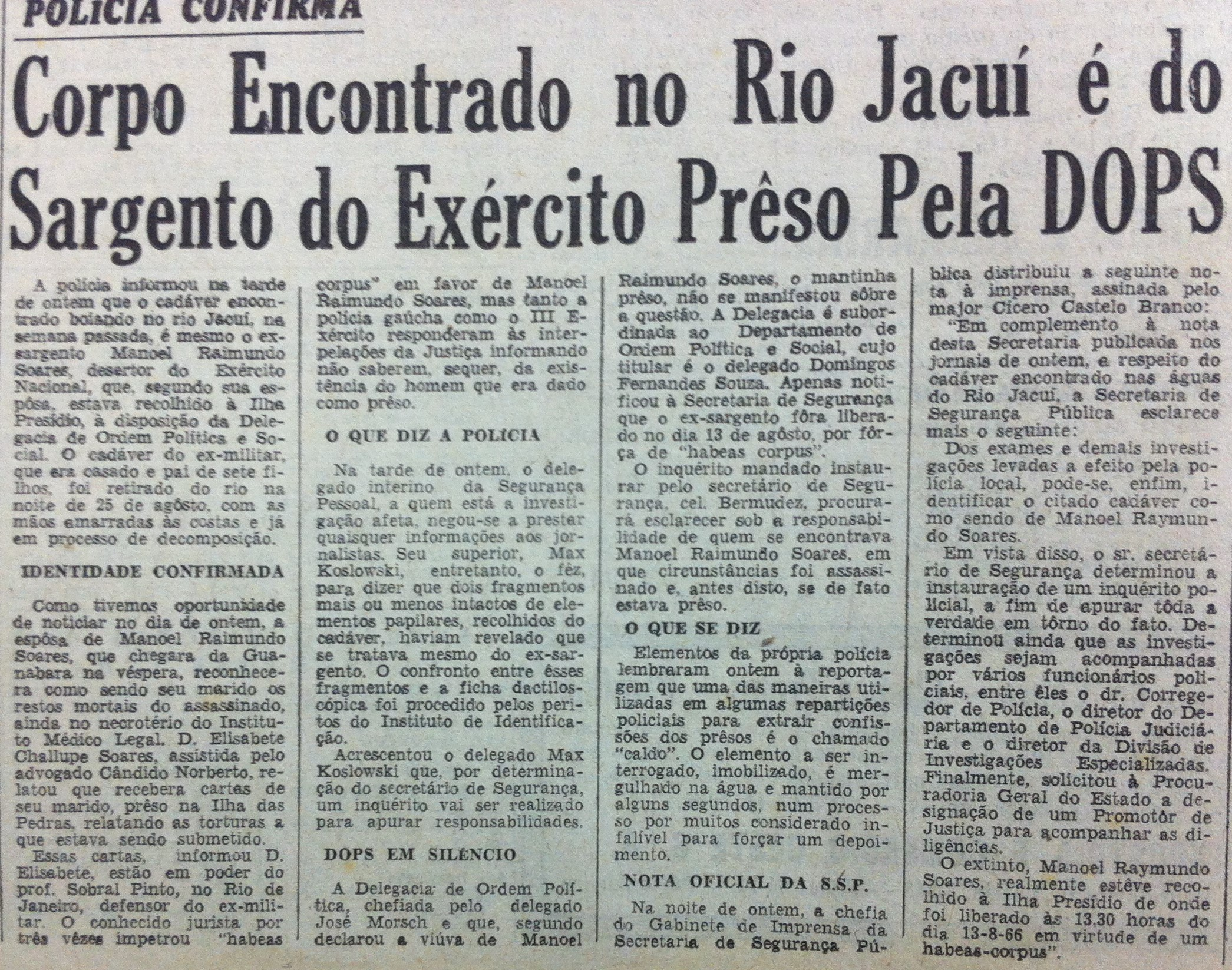
Notícia do Jornal Correio do povo de 1 de setembro de 1966.

## Ver também

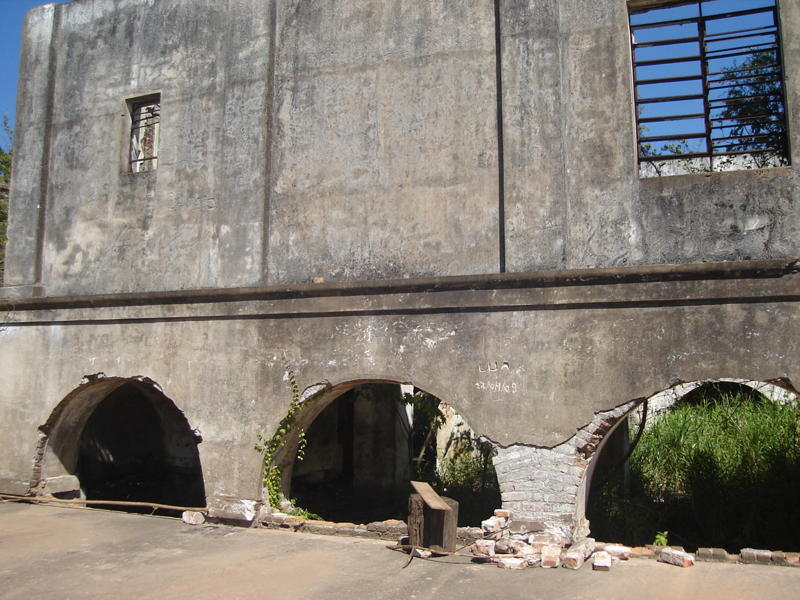
Foto de prédio em ruínas da ilha do presidio em 2009.